# Pearl Morake
Pearl Morake (nascida em 15 de setembro de 1989) é uma pugilista do Botswana que foi a primeira mulher boxeadora a competir pelo seu país. Ela é uma campeã nacional e competiu nos Jogos da Commonwealth de 2014 em Glasgow, Escócia.

## Carreira
Pearl Morake nasceu no dia 15 de setembro de 1989 em Mochudi, Botswana. Ela inicialmente jogou netball, até ser apresentada ao boxe em 2010. Concorrendo pelo Botho College Boxing Club, ela competiu no primeiro torneio nacional do Botswana para pugilistas femininas, vendo o seu combate contra Katlego Olatotse a ser elogiado na mídia como o mais emocionante da noite. Morake foi a primeira mulher a representar o Botswana a nível internacional no boxe, e nos anos seguintes se tornou o campeão nacional em quatro ocasiões.
Morake competiu nos Jogos da Commonwealth de 2014 em Glasgow, na Escócia. Ela participou no evento de peso-médio, e só precisava de vencer um único combate para ter certeza de uma medalha de bronze. Ela lutou contra Savannah Marshall da Inglaterra, mas perdeu por 3-0, ficando em 5º lugar. Marshall mais tarde ganhou a medalha de ouro. Em 2015, foi nomeada desportista do ano no Botswana National Sports Commission Awards.  Ela também foi nomeada Boxeadora Feminina do Ano pela Associação de Boxe do Botswana.